# 336 î.Hr.

## Evenimente
- Alexandru cel Mare devine rege al Macedoniei.

## Decese
- Filip al II-lea, rege al Macedoniei (359 î.Hr. - 336 î.Hr.), tatăl lui Alexandru cel Mare (n. 382 î.Hr.)